# Władimir Sasimowicz
Władimir Sasimowicz ros. Владимир Сасимович  (ur. 14 września 1968) – białoruski lekkoatleta specjalizujący się w rzucie oszczepem. Na początku kariery startował w barwach Związku Radzieckiego.
Mistrz świata juniorów z 1986 (ustanowił wtedy, wynikiem 78,84, rekord świata juniorów), brązowy medalista mistrzostw świata w 1991. Dwukrotny uczestnik igrzysk olimpijskich: Atlanta 1996 i Sydney 2000. Rekord życiowy: 87,40 m (24 czerwca 1995, Kuortane) były rekord Białorusi. Od sierpnia 2004 do sierpnia 2006 był zawieszony przez IAAF za stosowanie dopingu.

## Osiągnięcia
| Rok  | Zawody                      | Miasto     | Pozycja    | Wynik   |
| ---- | --------------------------- | ---------- | ---------- | ------- |
| 1986 | Mistrzostwa świata juniorów | Ateny      |            | 78,84 m |
| 1987 | Mistrzostwa Europy juniorów | Birmingham |            | 73,24 m |
| 1991 | Mistrzostwa świata          | Tokio      |            | 87,08 m |
| 1992 | Puchar świata               | Hawana     |            | 78,40 m |
| 1993 | Mistrzostwa świata          | Stuttgart  | 7. miejsce | 78,70 m |
| 1993 | Finał Grand Prix IAAF       | Londyn     | 8. miejsce | 70,74 m |
| 1995 | Mistrzostwa świata          | Göteborg   | eliminacje | 78,94 m |
| 1995 | Finał Grand Prix IAAF       | Monako     | 4. miejsce | 83,30 m |
| 1996 | Igrzyska olimpijskie        | Atlanta    | eliminacje | NM      |
| 1997 | Mistrzostwa świata          | Ateny      | eliminacje | 77,38 m |
| 1999 | Mistrzostwa świata          | Sewilla    | eliminacje | 80,18 m |
| 2000 | Igrzyska olimpijskie        | Sydney     | eliminacje | 78,04 m |